# Вежхославиці (Куявсько-Поморське воєводство)
Вежхославиці (пол. Wierzchosławice) — село в Польщі, у гміні Ґневково Іновроцлавського повіту Куявсько-Поморського воєводства.
Населення — 1238 осіб (2011).

## Демографія
Демографічна структура станом на 31 березня 2011 року:
|          | Загалом | Допрацездатний вік | Працездатний вік | Постпрацездатний вік |
| -------- | ------- | ------------------ | ---------------- | -------------------- |
| Чоловіки | 638     | 122                | 470              | 46                   |
| Жінки    | 600     | 99                 | 387              | 114                  |
| Разом    | 1238    | 221                | 857              | 160                  |